# Iglesia de San Casimiro (Vilnius)
La iglesia de San Casimiro es una iglesia católica en el casco antiguo de Vilnius, cerca del Ayuntamiento de Vilnius. Es la primera y más antigua iglesia barroca de Vilnius, acabada en 1618.
La construcción de la iglesia comenzó en 1604 en memoria del santo príncipe San Casimiro. Fue construido por los jesuitas con la financiación del gran danciller del Gran Ducado de Lituania Lew Sapieha. Se asume tradicionalmente que la piedra de la esquina (que se puede ver en el muro de la fachada) fue arrastrada hacia la ciudad por la procesión de 700 vilniusitas de las colinas de Antakalnis. La construcción se terminó en 1616 y el diseño interior se completó en 1618.
La Iglesia de San Casimiro es uno de los primeros edificios barrocos ejemplares de la ciudad. Su composición espacial y su fachada se diseñaron siguiendo la línea de la famosa iglesia de Il Gesù en Roma. La forma del edificio fue modelada después de las iglesias en Kraków y Lublin, con torres adicionales. El autor del diseño fue Jan Frankiewicz, un alumno del arquitecto Giovanni Maria Bernardoni.
A mediados del siglo XVIII, la iglesia fue reconstruida por el arquitecto Thomas Zebrowski. Bajo su supervisión se erigió una cúpula linterna escalonada con una corona. Esta cúpula grande e impresionante es única en toda la región del antiguo Gran Ducado de Lituania. Bajo la ocupación de Rusia, la iglesia de San Casimiro se convirtió en una iglesia ortodoxa rusa. En 1915, Vilna fue ocupada por los alemanes y la iglesia se convirtió en la casa de oración evangélica luterana de la guarnición de Vilna. En 1919, la iglesia de San Casimiro fue devuelta a los católicos, pero fue dañada nuevamente durante la Segunda Guerra Mundial, se cerró y en 1963 se convirtió en un Museo del Ateísmo. La iglesia fue reconstruida en 1991.

## Galería

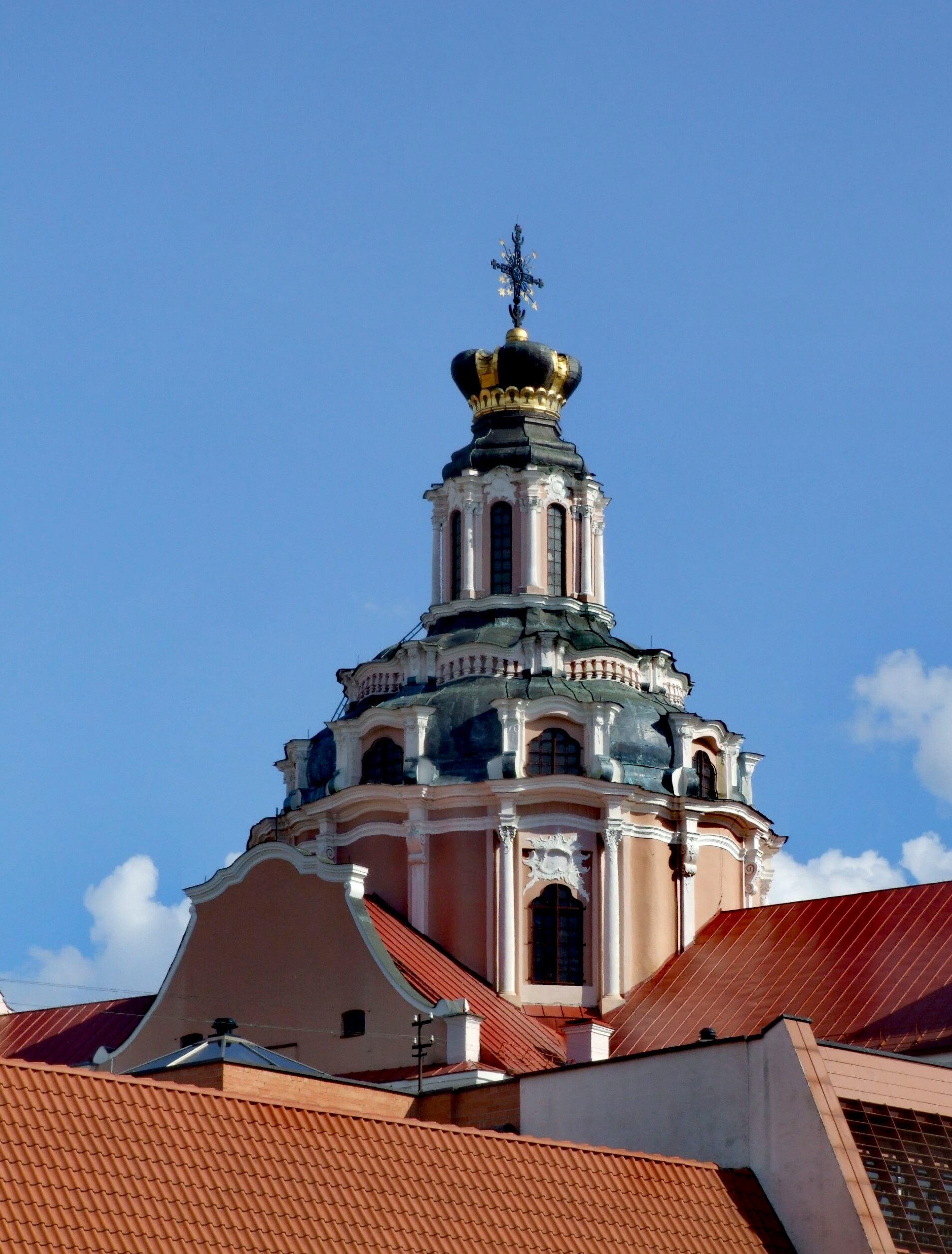
Torre (reconstruida en 1942)
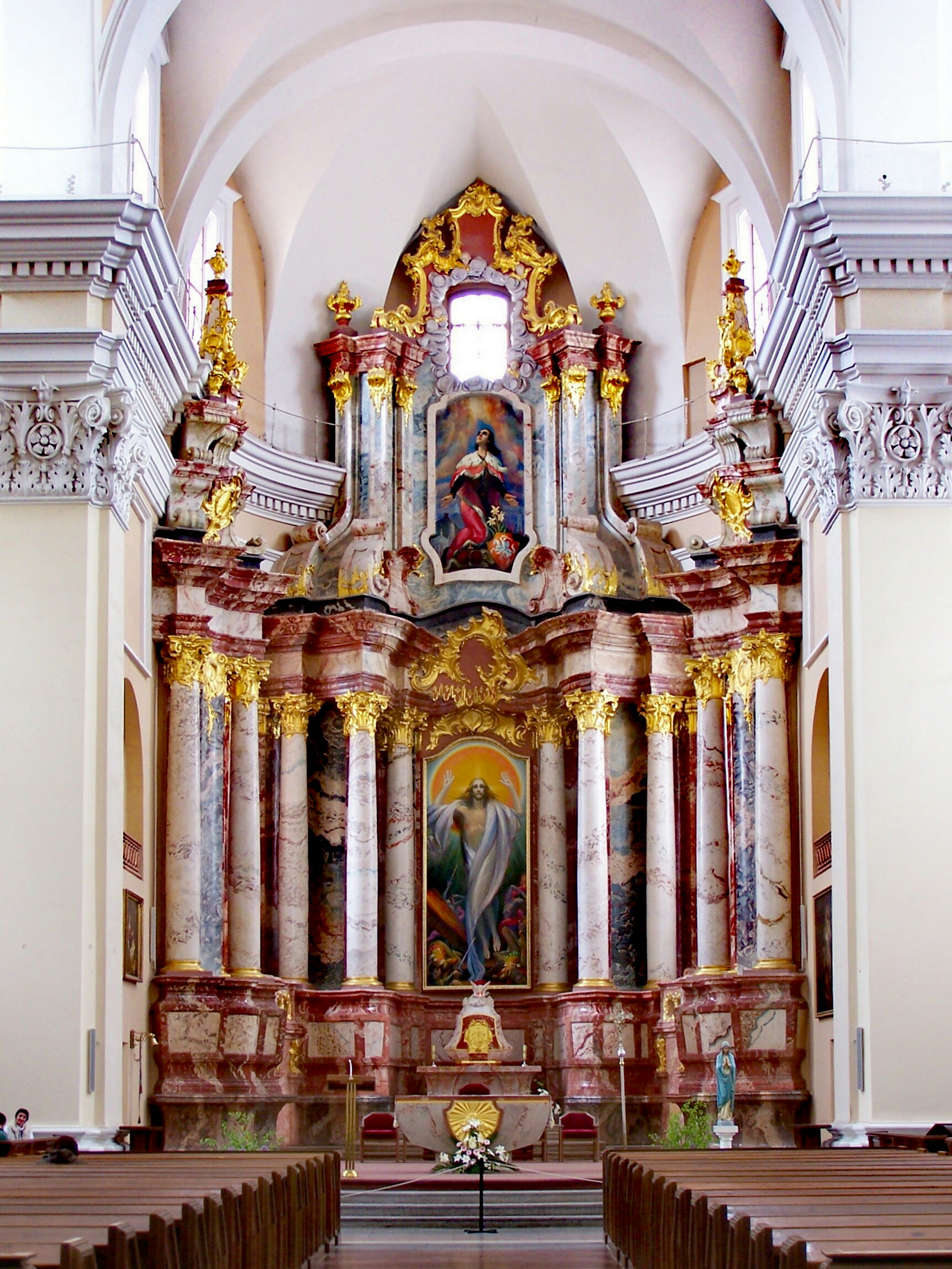
Altar
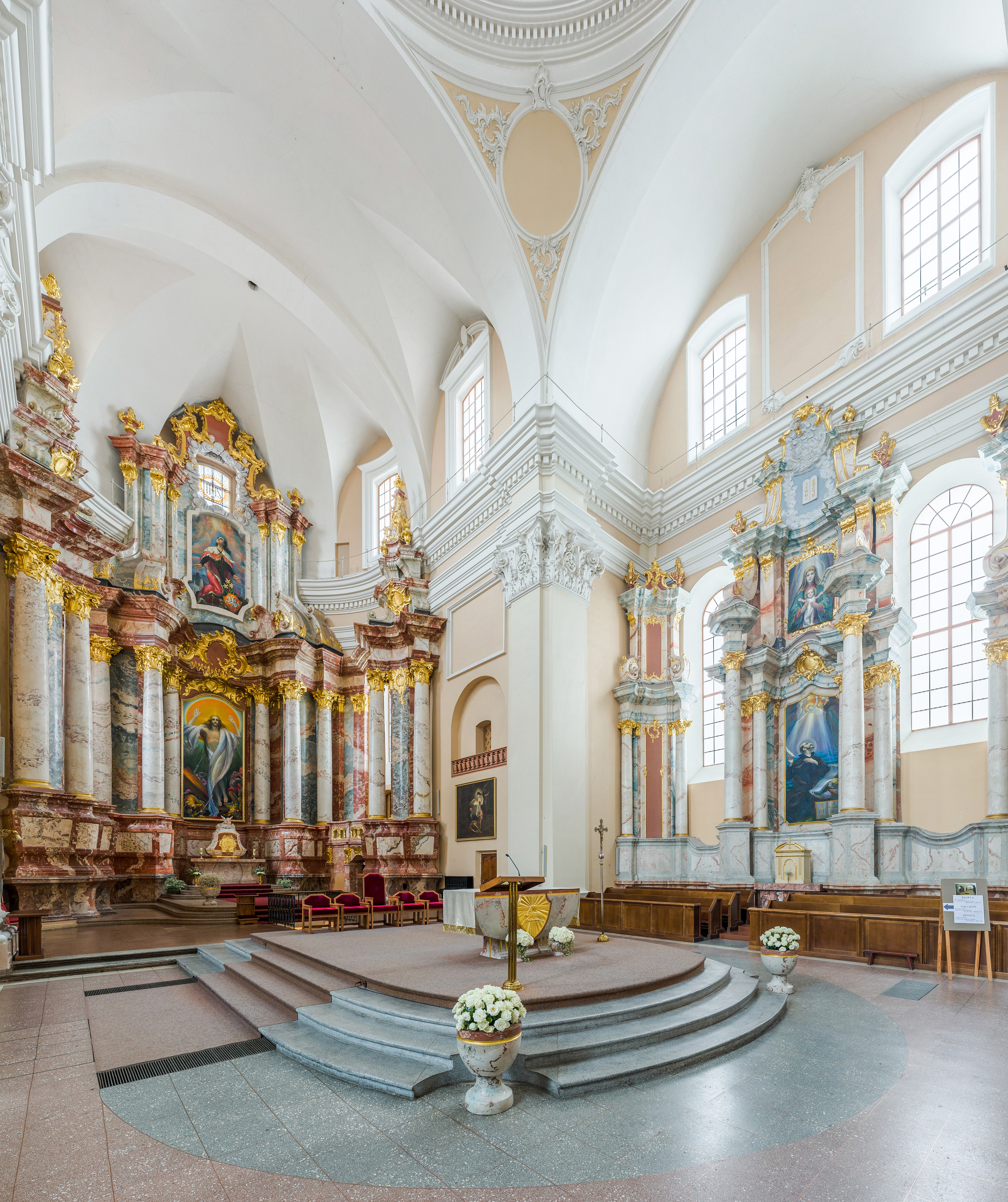
Interior
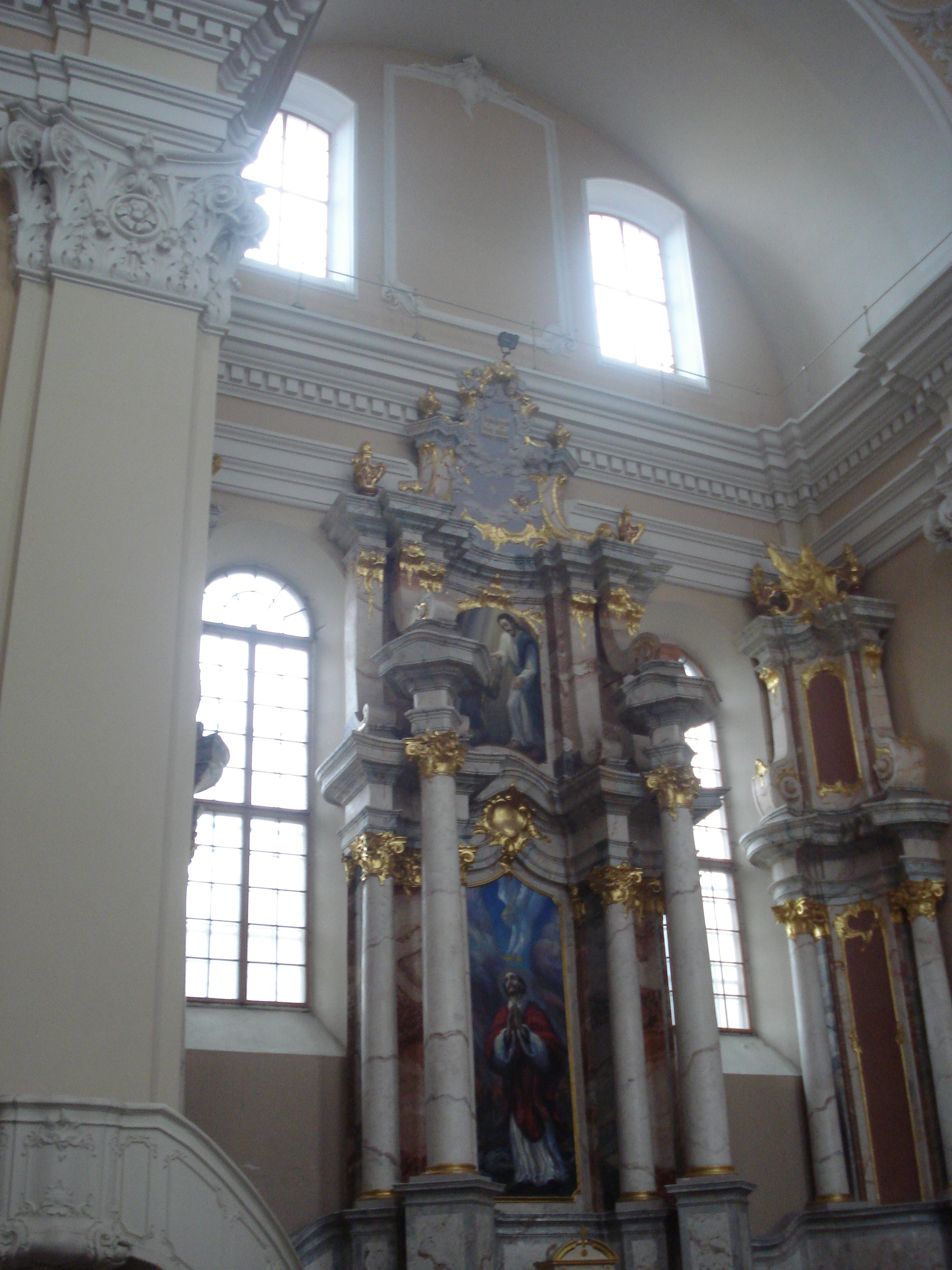
Side altar
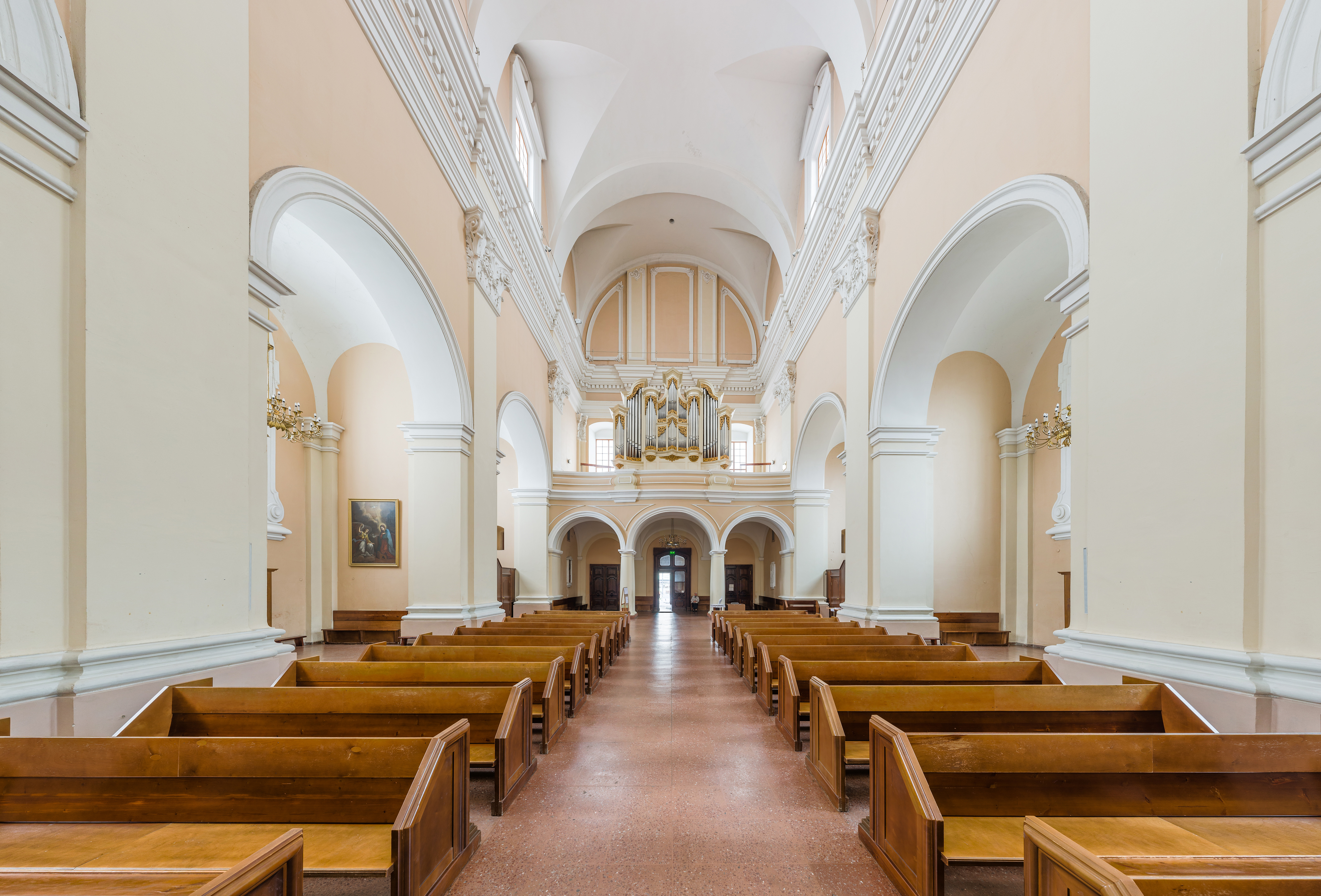
Interior
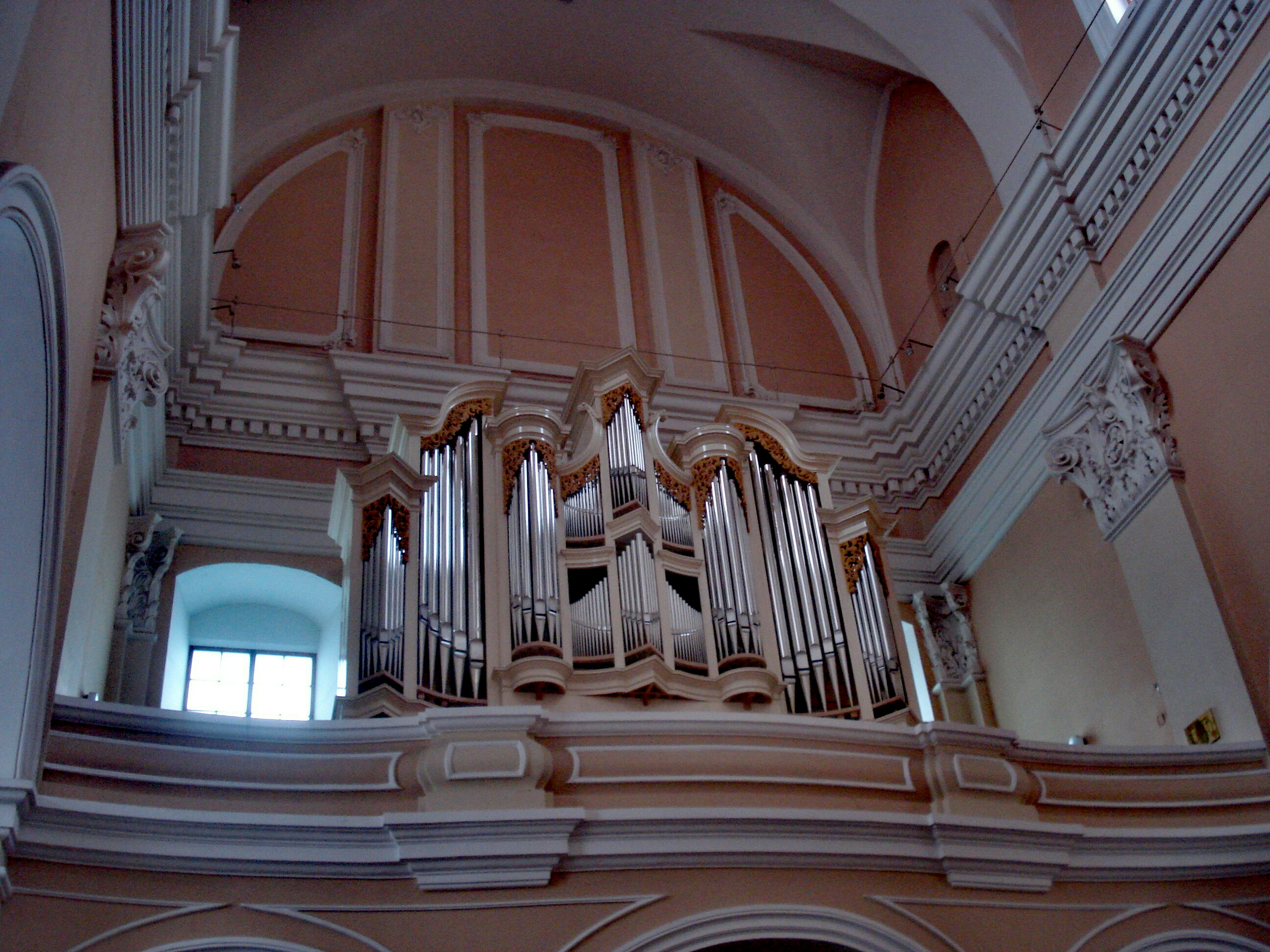
Organ